# Кисель, Адам
Ада́м Свето́льдич Кисе́ль (Адам Григорьевич Кисель, пол. Adam Kisiel, лат. Adamo de Brusilow Sventoldicio Kisiel, укр. Адам Кисіль; 1600, село Низкиничи, либо село Кисилин, Волынское воеводство, Речь Посполитая — 3 мая 1653, село Низкиничи, Волынское воеводство, Речь Посполитая) — политический и военный деятель Речи Посполитой, дворянин королевский (1633), староста носовский и подкоморий черниговский (1633), последний православный сенатор Речи Посполитой с 1641 года, каштелян черниговский (1639—1646), с 1646 года каштелян киевский, воевода брацлавский с 1647 года, воевода киевский (1649—1653). Владелец Кисилина, Гощи и Брусилова.

## Биография
Адам Григорьевич Кисель происходил из старинного волынского шляхетского рода (русско-польский дворянский род, герба того же имени) Кисели. Сын волынского шляхтича Григория Гнивошовича Киселя-Низкиницкого и Терезы Иваницкой. Младший брат — Николай Кисель (ок. 1605—1651), полковник.
Обучался в Замойской академии в городе Замосць. Домашним учителем у Адама Киселя был Касьян Сакович.
С 1617 года служил в коронном войске Речи Посполитой. Участвовал в войнах с Османской империей, Русским царством и Швецией. Являлся владельцем множества поместий на Украине. В 1617 году Адам Кисель находится в южной польской армии под командованием Станислава Жолкевского, защищавшей южные границы Речи Посполитой от нападений турок-османов и крымских татар. В 1619 году участвовал в походе польской армии против турок под Орынин, в 1620 году сопровождал гетмана великого коронного Станислава Жолкевского в походе на Молдавию и участвовал в трагической битве под Цецорой. В 1621 году под началом гетмана великого литовского Яна Кароля Ходкевича Адам Кисель принимает участие в битве с турецко-татарской армией под Хотином, позднее служил под командованием гетмана польного коронного Станислава Конецпольского. Вначале Адам Кисель, будучи человеком небогатым, занимал лишь низшие должности, но через шесть лет уже был командиром хоругви.
В 1629 году был представителем короля Речи Посполитой Сигизмунда III Вазы на церковном соборе в Киеве с целью примирить сторонников Православной церкви и Униатской.
Из-за смерти отца Адам Кисель вынужден был временно оставить службу и вернуться в родовое имение, чтобы заняться его устройством. Пробыл в собственном имении до смерти короля Сигизмунда III Вазы (30 апреля 1632 года). На конвокационном сейме Адам Кисель поддержал кандидатуру королевича Владислава Вазы на польский трон и выступал в защиту православной веры. В начале 1633 года новый польский король Владислав IV оставил Адама Киселя при королевском дворе в звании «дворянина королевского». По королевскому поручению он отобрал у униатов и вернул Православной церкви Жидичинскую архимандрию вместе с её монастырем, имениями и церковью.
Адам Кисель принял активное участие в русско-польской войне (1632—1634). Вначале ему была поручена охрана Северской земли. Он навербовал в Запорожье 20 тысяч казаков и вынудил русское командование снять осаду Чернигова. В декабре 1632 года Адам Кисель вместе с каштеляном каменецким Александром Пясочинским и лубенским «державцем» Иеремией-Михаилом Вишневецким, командуя польской конницей и запорожскими казаками, разбил русский отряд. В феврале 1633 года А. Кисель, И. Вишневецкий и А. Пясочинский во главе польского войска предприняли поход на пограничные русские владения и разорили окрестности Путивля. В мае 1633 года Иеремия Вишневецкий, Александр Пясочинский и Адам Кисель с польско-казацким войском вторично подошли под Путивль, но не смогли взять город приступом. 19 июня из-под Путивля польские военачальники продолжили рейд вглубь русских владений и разорили окрестности Курска и Брянска. В апреле 1634 года Иеремия Вишневецкий, староста калушский Лукаш Жолкевский и Адам Кисель предприняли последний поход на приграничные русские владения. Поляки и казаки осадили Севск, но русские воеводы отразили вражеские приступы.
За свои заслуги в Смоленской войне Адам Кисель получил в ленное владение от польского короля городки Кобыц и Козаргрод в Черниговском воеводстве, ему были переданы староство носовское и должность подкомория Черниговского. Король поручил ему осуществлять административную власть над реестровыми казаками и назначил его заместителем гетмана великого коронного Станислава Конецпольского. Резиденция Адама Киселя на Черниговщине находилась в городе Мена.
Адам Кисель был назначен главным комиссаром в переговорах с реестровыми и запорожскими казаками.
Во время казацкого восстания под руководством Павлюка в 1637 году он вёл мирные переговоры с казаками и убедил многих из них отказаться от бунта. Однако, Адам Кисель нарушил данное им Павлюку слово о помиловании, лишился доверия казаков и вскоре вынужден был оставить должность комиссара. После подавления польской армией восстания Адам Кисель прибыл в казацкую ставку — Трахтемиров, где составил список из пяти тысяч реестровых казаков. Казаки принесли присягу на верность королю Речи Посполитой, обещали прекратить набеги на турецкие земли и обязались сжечь речные чайки.

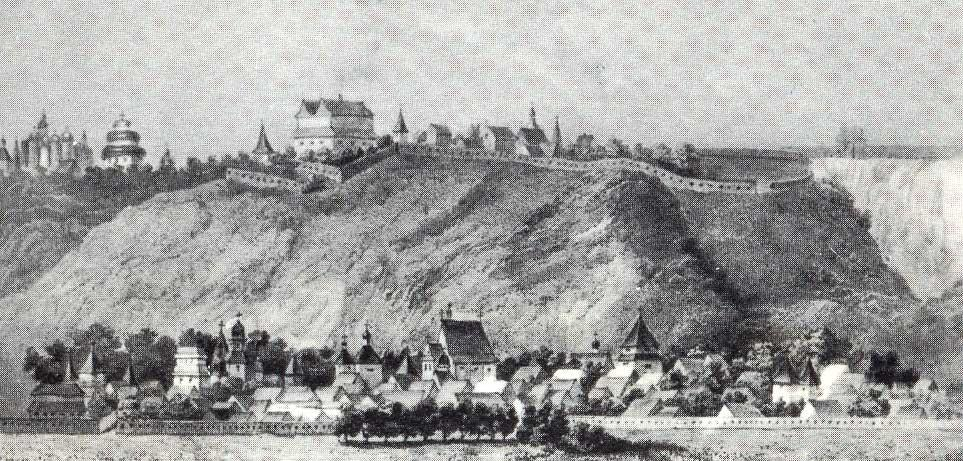
Дом Адама Киселя на Замковой горе (Киселёвке) в Киеве, рисунок Абрахама ван Вестерфельда (1651)

В 1638—1641 годах Адам Кисель участвовал в комиссии по разграничению Киевского и Черниговского воеводств, в 1641—1645 годах — в комиссии по установлению «вечных» границ с Русским государством. В 1646 году Адам Кисель получил должность каштеляна киевского и возглавлял польскую делегацию на переговорах в Москве.
Во время восстания Богдана Хмельницкого (1648—1654) воевода брацлавский и киевский Адам Кисель был королевским комиссаром на переговорах с гетманом и казацкими старшинами. 22 июля 1648 года польский сейм назначил Адама Киселя руководителем первой польской делегации, сформированной для переговоров с восставшими. В состав делегации, кроме Адама Киселя, входили подстолий познанский Александр Сельский, подкоморий пшемысльский Франтишек Дубравский и подкоморий мозырский Теодор Обухович. Мирные украинско-польские переговоры, начавшиеся в феврале 1649 года в Переяславле, закончились безрезультатно. Позднее Адам Кисель вёл переговоры с Богданом Хмельницким в Зборове в августе 1649 года. В мае 1650 года Кисель был представителем от Польско-Литовской республики в Чигиринской раде. Вёл переговоры с Богданом Хмельницким в в Белой Церкви в сентябре 1651 года. К тому времени личность Киселя вызывала огромную неприязнь казаков и крымских татар. И одна татарская стрела едва не попала А. Киселю в голову.
С 1649 года Кисель командовал польским гарнизоном в Киеве, который летом 1652 года вынужден был оставить после разгрома войска Речи Посполитой в битве под Батогом. Военные неудачи и связанные с ними переживания серьёзно подорвали его здоровье, и 3 мая 1653 года он умер в принадлежавшем ему селе Низкиничи Волынского воеводства.
В 1642 году в селе Максаки Черниговского воеводства заложил Спасо-Преображенский собор Максаковского монастыря.
Был женат на Анастасии Гулкович, дочери киевского шляхтича Филона Гулковича, от брака с которой детей не имел.

## Образ Адама Киселя в кино
- «Огнём и мечом» / «Ogniem i mieczem» (1999; Польша) режиссёр — Ежи Гоффмана, в роли воеводы Киселя — Густав Холоубек.
- «Богдан Хмельницкий» (1941; СССР) — режиссёр Игорь Савченко, Адам Кисель — Василий Зайчиков.